# Saint-Pierre-le-Moûtier
Saint-Pierre-le-Moûtier è un comune francese di 2 035 abitanti situato nel dipartimento della Nièvre nella regione della Borgogna-Franca Contea.

## Società

### Evoluzione demografica
Abitanti censiti